# Miroslav Bázlik
Miroslav Bázlik (12. dubna 1931 Partizánska Ľupča – 29. srpna 2024 Bratislava) byl slovenský hudební skladatel, klavírista a matematik.
Narodil se v rodině evangelického lutherského faráře. Od roku 1946 studoval na konzervatoři v Bratislavě (klavír u Anny Kafendové a kompozici  u Alexandera Moyzese). Po ukončení konzervatoře studoval na MFF UK v Praze obor matematická analýza a současně bral soukromé hodiny kompozice (u Jiřího Eliáše) a klavíru (u Františka Raucha a Ivana Moravce).
Ve své tvorbě navázal na Johanna Sebastiana Bacha, Ludwiga van Beethovena, Fryderyka Chopina a Johannese Brahmse. Kombinaci využití barokních prvků s dvanáctitónovou technikou uplatnil v Hudbe pre husle a orchester. Komorní cyklus Päť piesní na čínsku poéziu pre alt, flautu, violončelo a klavír složil roku 1960.
Od roku 1990 působil jako pedagog na VŠMU v Bratislavě. Je autorem opery Peter a Lucia, oratorií (Canticum Jeremiae), orchestrálních i komorních děl, elektroakustických skladeb (balet Búrka) i vokální tvorby.
Podával taktéž filozofický rozbor a výklad děl zejména Johanna Sebastiana Bacha, Ludwiga van Beethovena a skladatelů z období romantismu.